# شکیلی (آق‌داش)
شکیلی (به لاتین: Şəkili) یک منطقه مسکونی در جمهوری آذربایجان است که در شهرستان آق‌داش واقع شده‌است. شکیلی ۱۰۲۳ نفر جمعیت دارد.